# Zwolle (Gelderland)
Zwolle is een buurtschap in de gemeente Oost Gelre, in de Nederlandse provincie Gelderland. In de volksmond wordt Zwolle ook wel Zwolle bij Grolle "Zwolle bie Grolle": Zwolle bij Groenlo genoemd, om onderscheid te maken met de stad Zwolle, in Overijssel. 

## Geografie
De buurtschap ligt sinds de gemeentelijke herindeling per 1 januari 2005 in de gemeente Oost Gelre. Zij grenst in het oosten aan de gemeente Vreden in Duitsland, in het zuiden aan de buurtschappen Meddo (Winterswijk) en Lievelde (bij Lichtenvoorde), in het noorden aan de Holterhoek (Eibergen) en Hupsel (idem), in het westen aan Avest en het voormalig schependom van de stad Groenlo.

## Geschiedenis
Kerkelijk heeft Zwolle altijd tot het kerspel Groenlo behoord. Maar nadat het gebied van Grol in 1236 door een waarschijnlijk in geldnood verkerende heer van Borculo aan de graaf van Zutphen werd verkocht, bleef Zwolle als een uithoek deel uitmaken van de heerlijkheid Borculo. Eind 15e, begin 16e eeuw werd Zwolle met de eveneens tot het kerspel Groenlo behorende buurtschappen Avest, Beltrum en Lintvelde in de voogdij Beltrum ondergebracht. Zo'n voogdij was een bestuursdistrict van de heerlijkheid Borculo. Aan het hoofd ervan stond een door de heer benoemde voogd, die meestal in de stad Borculo woonde. In 1795 werd de voogdij Beltrum verzelfstandigd en in 1811 omgevormd tot de gemeente Beltrum. In 1819 werd de gemeente Beltrum opgeheven en bij de gemeente Eibergen gevoegd, wat geheel tegen de zin van de inwoners geschiedde.

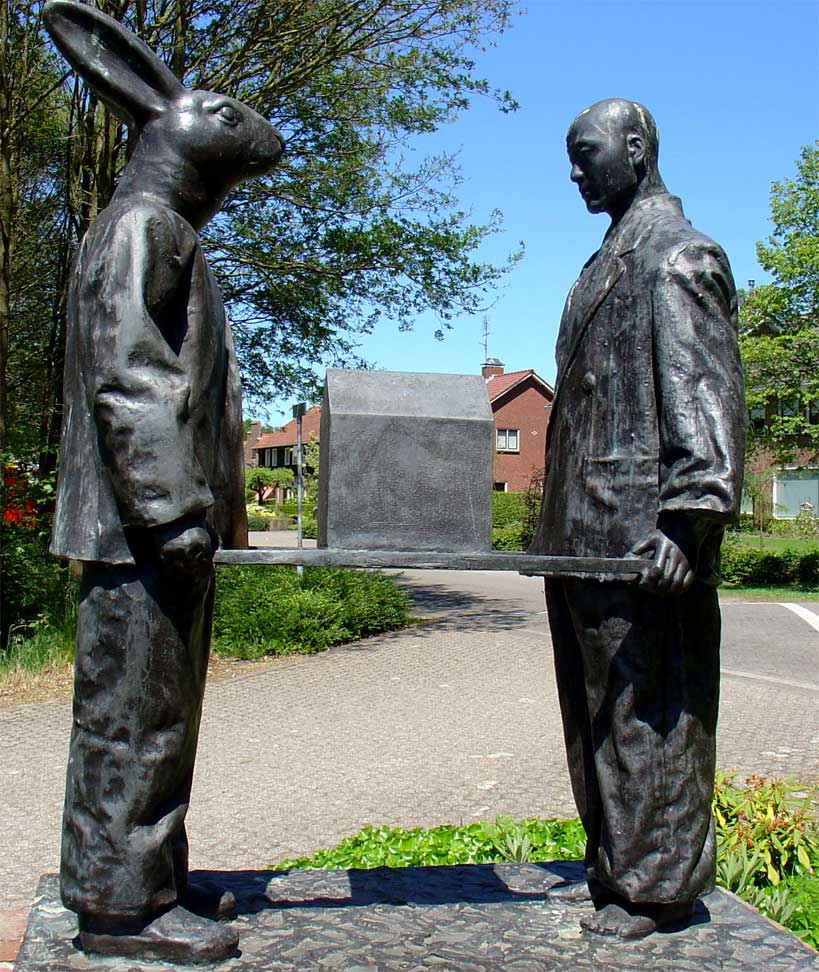
Brikken Bakken of Met mekare,veur mekare door Nicolas Dings aan de Meddoseweg in Zwolle

De religieus-culturele tegenstellingen tussen het protestantse Eibergen en het katholieke Beltrum zijn een rode draad geweest in het bestaan van de gemeente Eibergen, die per 1 januari 2005 grotendeels opgegaan is in de gemeente Berkelland. De buurtschap Zwolle en delen van Avest (waaronder het industrieterrein Laarberg) en Voor-Beltrum zijn overgegaan naar de gemeente Oost Gelre. Daarmee kwam een eind aan de scheiding van 1236.

In het noorden van de buurtschap heeft een grote steenoven gestaan, waar stenen voor de vestingwerken van Groenlo gebakken zijn. Als gevolg van de oorlogstoestand was de buurtschap aan het eind van de 16e eeuw meerdere jaren ontvolkt. Veel Zwollenaren verbleven gedurende die jaren in de veste Grol (Groenlo).

## Bezienswaardigheden
Historisch interessant in Zwolle zijn de brouwerij-herberg "'t Reirinck", het erve Wissinck, met een schuilkerk, en het natuurpark De Leemputten.